# Isonokami no Yakatsugu

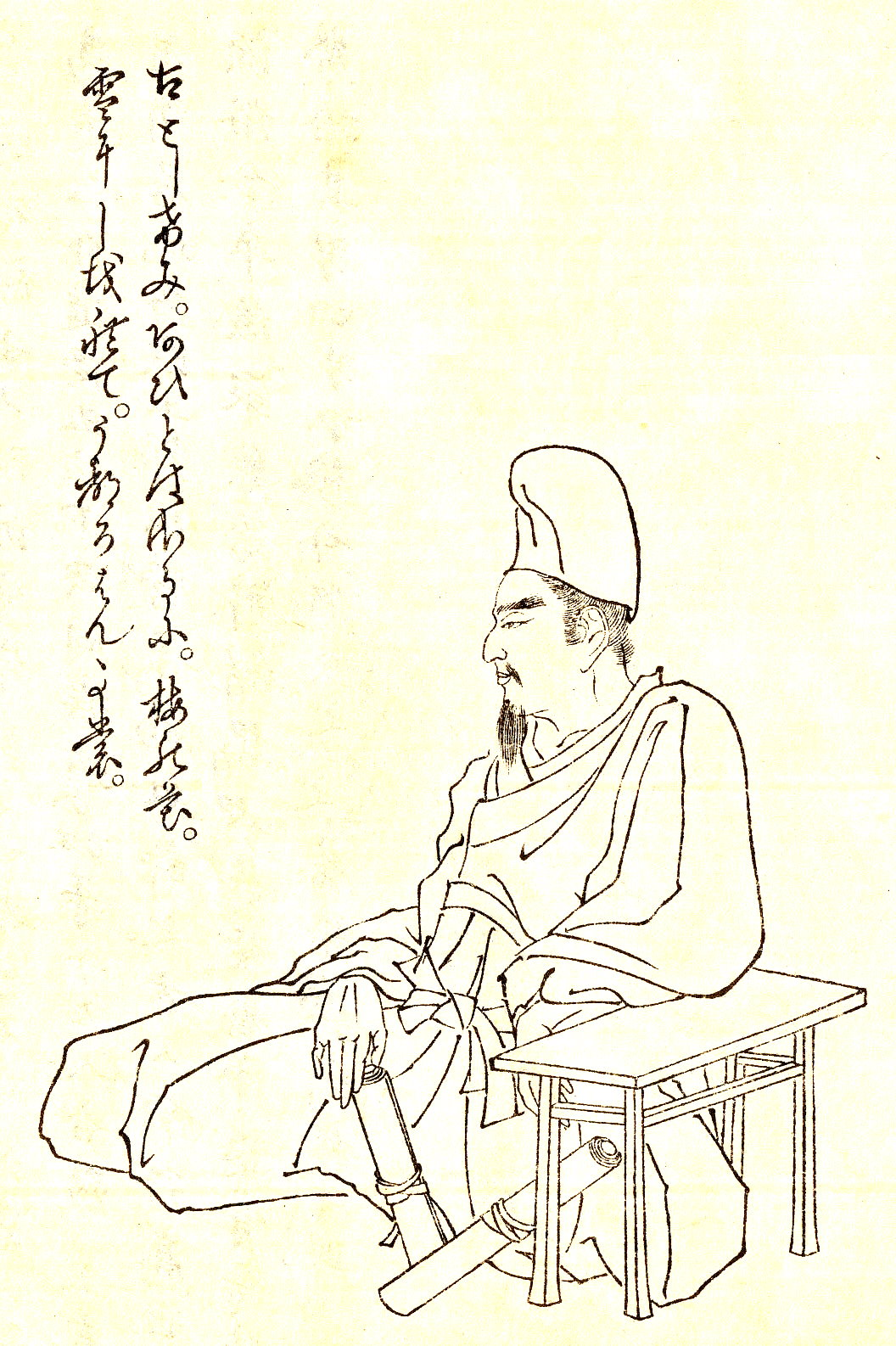
Isonokami no Yakatsugu

Isonokami no Yakatsugu (japanisch 石上 宅嗣; geboren 729; gestorben 19. Juli 781 in Nara) war ein japanischer hochrangiger Beamter und Literat der Nara-Zeit.

## Leben und Wirken
Isonokami no Yakatsugu war ein Enkel von Sadaijin (左大臣), also Minister, Isonokami no Maro (石上 麻呂) und der Sohn von Chūnagon (中納言) Isonokami no Otomaro (石上 乙麻呂). 751 erhielt er am Hof den „Junior Fünfter Rang, Unterstufe“ (従五位下), 757 den „Junior Fünfter Rang“ (五位上) und wurde Gouverneur mit dem Titel „Sagami-no-Kami“ (相模守). 760 erhielt er den Titel „Mikawa-no-Kami“  (三河守), 762 den Titel „Kazusa-no-Kami“ (上総守) und wurde Vizegesandter bei einem Besuch des Chinas der Tang-Dynastie. 762 folgte die Stellung „Mombu Daisuke“ (文部大輔), und 763 wurde er „Dazai no Shoni“ (大宰少弐). Weiter erhielt er den„Senior Fünfter Rang“ (正五位上) und wurde „Hitachi-no-Kami“ (常陸守).
Etwa zu dieser Zeit versuchten Isonokami, Ōtomo no Yakamochi (718–785), Saeki no Imaemishi (佐伯 今毛人, 719–790) und andere, Fujiwara no Nakamaro (706–764) zu stürzen. Das gelang aber nicht, wobei dann nur Yakatsugu verurteilt wurde, während die anderen nicht belangt wurden. Er wurde begnadigt und wurde 765 dann zum „Junior Vierter Rang“ (四位下) befördert und wurde Generalleutnant der Leibgarde (近衛, Konoe). 766 wurde er Ratsmitglied (参議, Sangi), „Senior Vierter Rang“ (正四位下), untere Besoldungsgruppe (正五位上). 768 erhielt er den „Junior dritten Rang“ (従三位).
Im Jahr 770 starb Regent Shōtoku. Zusammen mit Fujiwara no Nagate (藤原 永手; 714–771) und anderen unternahm er alle Anstrengungen, um Kaiser Kōnin zu unterstützen. Er wurde Dazai-Kanzler (大宰帥) auf Grund seiner Leistungen und 771 Zeremonienminister (式部卿, Shikibu kyō) und 781 Chūnagon. Im selben Jahr wurde Senior dritter Rang (正三位). Im selben Jahr wurde er vorläufig zum Zweiten Rang (薨じ贈正二位) befördert.
Es heißt, dass Isonokami gerne Bücher zur Geschichte las, gut Gedichte schreiben konnte und geschickt in Kalligraphie war. Zusammen mit Ōmi no Mifune (722–785) war er als literarische Persönlichkeit hoch angesehen. Einige der Gedichte sind in „Keikoku-shū“ (経国集) enthalten. In seinen späteren Jahren widmete er sich dem Buddhismus und baute sein Haus in einen Tempel namens Ashuku-ji (閦寺)um. Auf dem Gelände befand sich auch das „Geten-no-in“ (外典の院) das seine Sammlung konfuzianischer Bücher im Pavillon Untei (芸亭) enthielt, und für Gebildete zugänglich war. Dies soll die erste öffentliche Bibliothek in Japan gewesen sein.
Isonokamis posthumer Name war „Bongyō“ (梵行).